# فلاح مبارك الحجرف
فلاح مبارك الحجرف، (1922 - 2015) نائب سابق في مجلس الأمة الكويتي، ولد في الجهراء، وهو والد بدر فلاح الحجرف الذي خاض انتخابات مجلس الأمة الكويتي 1996 وحصل على المركز الخامس ولم يفز، ووالد مبارك فلاح الحجرف الذي شارك في انتخابات مجلس الأمة الكويتي 1999 وحصل على المركز الرابع ولم يفز، و والد سالم فلاح الحجرف وزير الكهرباء و المياه و الطاقة المتجددة ووزير الدولة لشؤون الأسكان الأسبق, وهو خال النائب الحالي في مجلس الأمة الكويتي مبارك الحجرف ووالد نايف الحجرف الامين العام السابق لمجلس التعاون الخليجي  ووزير المالية الأسبق  .

## مسيرته النيابية
خاض انتخابات مجلس الأمة الكويتي 1963 في الدائرة الثالثة، وحصل على 547 صوت وحصل على المركز الثالث وفاز بالانتخابات، وشارك في انتخابات مجلس الأمة الكويتي 1967 في الدائرة الثالثة، وحصل على 912 صوت وحصل على المركز الثاني وفاز بالانتخابات، وشارك في انتخابات مجلس الأمة الكويتي 1971 في الدائرة الثالثة، وحصل على 873 صوت وحصل على المركز الثاني وفاز بالانتخابات، وشارك في انتخابات مجلس الأمة الكويتي 1975 في الدائرة الثالثة، وحصل على المركز الأول ب1240 صوت وفاز بالانتخابات، وشارك في انتخابات مجلس الأمة الكويتي 1981 في الدائرة العشرون، وحصل على المركز الأول ب421 صوت وفاز بالانتخابات، وشارك في انتخابات مجلس الأمة الكويتي 1985 في الدائرة العشورن، وحصل على المركز الثاني بـ468 صوت وفاز بالانتخابات.